# Tiro a segno ai XIX Giochi dei piccoli stati d'Europa
Le competizioni di tiro a segno ai XIX Giochi dei piccoli stati d'Europa si sono svolte dal 30 maggio al 3 giugno 2023.

## Podi

### Uomini
| Evento                          | Oro                  | Argento          | Bronzo           |
| 10 m pistola ad aria compressa  | Boris Jeremenko      | Ívar Ragnarsson  | Savvas Evangelou |
| 10 m carabina ad aria compressa | Andreas Charalambous | Miloš Božović    | Eric Lanza       |
| Trap                            | Gian Marco Berti     | Alfio Tomassoni  | Nihat Akterzi    |
| Double trap                     | Matthew Grech        | William Chetcuti | Lyndon Sosa      |
| Skeet                           | Clive Farrugia       | Marcello Attard  | Nicolas Vasiliou |

### Donne
| Evento                          | Oro             | Argento               | Bronzo            |
| 10 m pistola ad aria compressa  | Eleanor Bezzina | Magali Pierre-Forest  | Carine Ornella    |
| 10 m carabina ad aria compressa | Leonie Mautz    | Marilena Constantinou | Larissa Vanoni    |
| Trap                            | Lena Bidoli     | Alessandra Perilli    | Madina Kuchkarova |

## Medagliere
| Pos.   | Paese         | Oro | Argento | Bronzo | Totale |
| ------ | ------------- | --- | ------- | ------ | ------ |
| 1      | Malta         | 3   | 2       | 0      | 5      |
| 2      | San Marino    | 1   | 2       | 0      | 3      |
| 3      | Cipro         | 1   | 1       | 4      | 6      |
| 4      | Monaco        | 1   | 1       | 2      | 4      |
| 5      | Liechtenstein | 1   | 0       | 2      | 2      |
| 5      | Lussemburgo   | 1   | 0       | 2      | 2      |
| 7      | Islanda       | 0   | 1       | 0      | 1      |
| 7      | Montenegro    | 0   | 1       | 0      | 1      |
| Totale | Totale        | 8   | 8       | 8      | 24     |